# Самюъл Морз
Самюъл Финли Бриз Морз (на английски: Samuel Finley Breese Morse) е американски изобретател и художник. Най-известен е с изобретяването на електромагнитния пишещ телеграф („Апарат на Морз“) и „Морзовата азбука“.
Първото телеграфно съобщение, изпратено с апарата на Морз, е с дата 24 май 1844 г. То е предадено от сградата на Върховния съд във Вашингтон до гарата в Балтимор и съдържа текста от Библията:
| „ | What hath God wrought! (на български: Ето какво стори Бог!, Числа, 23:23) | “ |

## Биография
Роден е на 27 април 1791 г. в Чарлзтаун близо до Бостън, Масачузетс, САЩ, първо дете на пастора и географ Джедидая Морз и на Елизабет Ан Морз. Бащата е проповедник на калвинизма, поддръжник на Федерацията и пуританин (което включвало строго спазване на съботния ден). Радетел за съюз с Англия по отношение на една силна централна власт. Семейството силно вярва в тези ценности и възпитава сина си на калвинистки добродетели и морал.
Още от младежките си години той се отличава с любознателност, готви се за кариера на живописец и за изучаването ѝ през 1811 г. е изпратен от родителите си в Европа. През 1813 г. Морз представя в Лондонската кралска академия картината „Умиращия Херкулес“, удостоена със златен медал.
Освен живопис Морз изучава и скулптура, но когато се връща в родината през 1815 г., е принуден да се занимава с портретна живопис, даваща му възможност да работи върху предпочитаните от него исторически картини. През 1825 г. Морз е един от основателите и пръв президент (1826 – 1845) на обединението на американските художници – Националната рисувална академия (National Academy of Design, днес National Academy Museum and School) в Ню Йорк, която го избира за президент и през 1829 г. го изпраща в Европа да изучава рисувалните школи на Стария континент.
По време на това пътешествие Морз се запознава с Луи Дагер и се заинтригува от откритията в областта на електричеството и галванизацията, което го насочва към изобретяването на телеграфа, оказал се много практичен. През 1836 г. Морз представя телеграфа пред публика. Правителството на САЩ дава на Морз субсидия в размер на 30 хил. долара през 1843 г. за построяването на пробна телеграфна линия между Вашингтон и Балтимор.
През 1851 г. германска комисия по устройството на телеграфа оценява преимуществата на „апарата на Морз“ и той е въведен в Германия за общо използване. През 1858 г. Морз получава за своето изобретение 400 хил. франка от 10 европейски държави.
Умира на 2 април 1872 г. в своя дом на 5-а и 22-ра улица в Ню Йорк на 80-годишна възраст. Погребан е в гробището „Грийн Ууд“ в район Бруклин. 

## Галерия с творби на Самюъл Морз
- Умиращият Херакъл, ранна творба на Морз
- Капитан Демарк от Глочестър, Масачузетс
- Портрет на Джеймс Монро (петият президент на САЩ, 1817 – 1825), ок. 1819
- Портрет на Джон Адамс (шестия президент на САЩ, 1825 – 1829)
- Портрет на Ели Уитни, изобретател, 1822
- Параклисът на Девата в Субиако, 1830